# 専門的知識等を有する有期雇用労働者等に関する特別措置法
専門的知識等を有する有期雇用労働者等に関する特別措置法（せんもんてきちしきとうをゆうするゆうきこようろうどうしゃとうにかんするとくべつそちほう、平成26年11月28日法律第137号）は、有期雇用労働者の特性に応じた雇用管理に関する日本の法律（労働法）で、労働契約法に対する特別法である。
2014年（平成26年）11月28日公布、2015年（平成27年）4月1日施行。
2013年（平成25年）4月1日に施行された改正後の労働契約法18条において、同一の使用者との間で、有期労働契約が通算5年を超えて反復更新された場合には、有期雇用労働者の申込みにより、期間の定めのない労働契約に転換させる仕組み（無期転換ルール）が規定されているところである。高度な専門的知識等を有する有期雇用労働者および定年後引き続いて雇用される有期雇用労働者が、その能力を有効に発揮し、活力ある社会を実現できるよう、本法は、これらの有期雇用労働者の特性に応じた雇用管理に関する特別の措置が行われる場合に、無期転換ルールに関する特例を設けるものである。

## 構成
本則全14ヶ条及び附則からなる。

## 目的
この法律は、専門的知識等を有する有期雇用労働者等の能力の維持向上及び活用を図ることが当該専門的知識等を有する有期雇用労働者等の能力の有効な発揮及び活力ある社会の実現のために重要であることに鑑み、専門的知識等を有する有期雇用労働者がその有する能力を維持向上することができるようにするなど有期雇用労働者の特性に応じた雇用管理に関する特別の措置を講じ、併せて労働契約法の特例を定め、もって国民経済の健全な発展に資することを目的とする（第1条）。
- 平成25年の労働契約法改正法の施行により、その第18条に無期転換ルールが規定された。一方で、平成25年12月7日に成立した国家戦略特別区域法附則第2条においては、産業の国際競争力の強化及び国際的な経済活動の拠点の形成の推進を図る観点から、高収入かつ高度な専門的知識等を有する有期雇用労働者等について、無期転換申込権発生までの期間の在り方等について検討を行い、平成26年の通常国会に所要の法案の提出を目指す旨が規定された。本法はこのような経緯を踏まえて制定されたものである。なお、本法は、労働契約法第18条の規定の趣旨を変更するものではないこと（平成27年3月18日基発0318第1号）。
- 専門的知識等を有する有期雇用労働者については、必ずしも同一の事業主に長期にわたり雇用されることを希望せず、企業横断的にキャリア形成を行う例も見られ、事業主もプロジェクトの進捗に合わせて必要な専門的知識等を有する人材を確保することを求める例がある。また、定年後引き続いて雇用される有期雇用労働者については、同一の事業主に継続して雇用されることで、定年までに培ってきた知識、経験等を活用することができるが、加齢とともに健康状態や職業能力の変化に関する個人差が大きくなるため、有期労働契約を活用することで労使双方のニーズを満たす面があると考えられる。こうした労働者の能力の維持向上や活用を図ることは、労働者の能力の有効な発揮や労働参加の拡大を通じ、活力ある社会の実現につながり、我が国の産業の国際競争力の強化や経済成長に資するものと期待される（基本指針）。

## 定義
この法律において、次の各号に掲げる用語の意義は、以下による（第2条、施行規則第1条）。
- 専門的知識等 - 専門的な知識、技術又は経験であって、高度のものとして厚生労働大臣が定める基準に該当するものをいう。
- 有期雇用労働者 - 事業主と期間の定めのある労働契約（有期労働契約）を締結している労働者をいう。
- 特定有期雇用労働者 - 次の各号のいずれかに該当する有期雇用労働者をいう。
  1. 専門的知識等を有する有期雇用労働者（事業主との間で締結された有期労働契約の契約期間に当該事業主から支払われると見込まれる賃金の額を一年間当たりの賃金の額に換算した額が1075万円以上である者に限る。）であって、当該専門的知識等を必要とする業務（5年を超える一定の期間内に完了することが予定されているものに限る。以下「特定有期業務」という。）に就くもの（次号に掲げる有期雇用労働者に該当するものを除く。）
  2. 定年（60歳以上のものに限る。以下同じ。）に達した後引き続いて当該事業主（高年齢者等の雇用の安定等に関する法律第9条2項に規定する特殊関係事業主にその定年後に引き続いて雇用される場合にあっては、当該特殊関係事業主。以下同じ。）に雇用される有期雇用労働者

「厚生労働大臣が定める基準に該当するもの」とは、「専門的知識等を有する有期雇用労働者等に関する特別措置法第二条第一項の規定に基づき厚生労働大臣が定める基準」（平成27年厚生労働省告示第67号）の規定により、次のいずれかに該当する者が有する専門的な知識、技術又は経験とするものとすること。
1. 博士の学位（外国において授与されたこれに該当する学位を含む。）を有する者
2. 次に掲げるいずれかの資格を有する者
  - 公認会計士
  - 医師
  - 歯科医師
  - 獣医師
  - 弁護士
  - 一級建築士
  - 税理士
  - 薬剤師
  - 社会保険労務士
  - 不動産鑑定士
  - 技術士
  - 弁理士
3. 情報処理の促進に関する法律第7条に規定する情報処理技術者試験の区分のうちITストラテジスト試験に合格した者若しくは情報処理技術者試験規則等の一部を改正する省令（平成19年経済産業省令第79号）第2条の規定による改正前の当該区分のうちシステムアナリスト試験に合格した者又はアクチュアリーに関する資格試験（保険業法第122条の2第2項の規定により指定された法人が行う保険数理及び年金数理に関する試験をいう。）に合格した者
4. 特許法第2条2項に規定する特許発明の発明者、意匠法第2条4項に規定する登録意匠を創作した者又は種苗法第20条1項に規定する登録品種を育成した者
5. 農林水産業若しくは鉱工業の科学技術（人文科学のみに係るものを除く。以下同じ。）若しくは機械、電気、土木若しくは建築に関する科学技術に関する専門的応用能力を必要とする事項についての計画、設計、分析、試験若しくは評価の業務に就こうとする者、情報処理システム（電子計算機を使用して行う情報処理を目的として複数の要素が組み合わされた体系であってプログラムの設計の基本となるものをいう。6.において同じ。）の分析若しくは設計の業務（6.において「システムエンジニアの業務」という。）に就こうとする者又は衣服、室内装飾、工業製品、広告等の新たなデザインの考案の業務に就こうとする者であって、次のいずれかに該当するもの
  - 学校教育法による大学（短期大学を除く。）において就こうとする業務に関する学科を修めて卒業した者（昭和28年文部省告示第5号に規定する大学を卒業した者と同等以上の学力があると認められる者であって、就こうとする業務に関する学科を修めた者を含む。）であって、就こうとする業務に5年以上従事した経験を有するもの
  - 学校教育法による短期大学又は高等専門学校において就こうとする業務に関する学科を修めて卒業した者であって、就こうとする業務に6年以上従事した経験を有するもの
  - 学校教育法による高等学校において就こうとする業務に関する学科を修めて卒業した者であって、就こうとする業務に7年以上従事した経験を有するもの
6. 事業運営において情報処理システムを活用するための問題点の把握又はそれを活用するための方法に関する考案若しくは助言の業務に就こうとする者であって、システムエンジニアの業務に5年以上従事した経験を有するもの
7. 国、地方公共団体、一般社団法人又は一般財団法人その他これらに準ずるものによりその有する知識、技術又は経験が優れたものであると認定されている者（1.~6.に掲げる者に準ずる者として厚生労働省労働基準局長が認める者に限る。）

「支払われると見込まれる賃金の額」とは、契約期間中に支払われることが確実に見込まれる賃金の額をいうものであること。具体的には、個別の労働契約又は就業規則等において、名称の如何にかかわらず、あらかじめ具体的な額をもって支払われることが約束され、支払われることが確実に見込まれる賃金は全て含まれる一方で、所定外労働に対する手当や労働者の勤務成績等に応じて支払われる賞与、業務給等その支給額があらかじめ確定されていないものは含まれないものと解されること。ただし、賞与や業績給でもいわゆる最低保障額が定められ、その最低保障額については支払われることが確実に見込まれる場合には、その最低保障額は含まれるものと解されること（平成27年3月18日基発0318第1号）。

## 基本指針等
厚生労働大臣は、事業主が行う特定有期雇用労働者の特性に応じた雇用管理に関する措置に関する基本的な指針（基本指針）を定めなければならない（第3条1項）。厚生労働大臣は、基本指針を定め、又はこれを変更しようとするときは、労働政策審議会の意見を聴かなければならない（第3条3項）。現在、「事業主が行う特定有期雇用労働者の特性に応じた雇用管理に関する措置に関する基本的な指針」（平成27年3月18日厚生労働省告示第69号）が告示されている。
基本指針に定める事項は、次のとおりとする（第3条2項）。
1. 特定有期雇用労働者の雇用の動向に関する事項
  - 有期雇用労働者並びに第一種特定有期雇用労働者及び第二種特定有期雇用労働者の動向について、最新の統計結果等を盛り込んだものであること。
2. 事業主が行う特定有期雇用労働者の特性に応じた雇用管理に関する措置の内容に関する事項
  - 第一種特定有期雇用労働者の特性に応じた雇用管理に関する措置
  - 第一種特定有期雇用労働者の雇用管理に関する留意事項
  - 第二種特定有期雇用労働者の特性に応じた雇用管理に関する措置
  - 第二種特定有期雇用労働者の雇用管理に関する留意事項
  - その他の雇用管理等に関する留意事項
  - 関係労働者の理解と協力

この法律に定める厚生労働大臣の権限は、厚生労働省令で定めるところにより、その一部を都道府県労働局長に委任することができ、これにより都道府県労働局長に委任された権限は、厚生労働省令で定めるところにより、労働基準監督署長に委任することができる（第13条）。これにより、本法の厚生労働大臣の権限のうち、第4条以降はすべて都道府県労働局長に委任されている（施行規則第6条）。

## 計画の認定
無期転換ルールの特例の適用を希望する事業主は、特例の対象労働者に対して、能力が有効に発揮されるような雇用管理に関する措置についての計画を作成しなければならない。

### 第一種計画
事業主は、厚生労働省令で定めるところにより、当該事業主が行う第一種特定有期雇用労働者（特定有期雇用労働者のうち上記「専門的知識等を有する有期雇用労働者…」をいう）の特性に応じた雇用管理に関する措置についての計画（第一種計画）を作成し、これを厚生労働大臣に提出して、その第一種計画が適当である旨の認定を受けることができる（第4条1項）。
第一種計画には、次に掲げる事項を記載しなければならない（第4条2項）。
1. 当該事業主が雇用する第一種特定有期雇用労働者（計画対象第一種特定有期雇用労働者）が就く特定有期業務の内容並びに開始及び完了の日
2. 計画対象第一種特定有期雇用労働者がその職業生活を通じて発揮することができる能力の維持向上を自主的に図るための教育訓練を受けるための有給休暇（労働基準法第39条の規定による年次有給休暇として与えられるものを除く。）の付与に関する措置その他の能力の維持向上を自主的に図る機会の付与に関する措置その他の当該事業主が行う計画対象第一種特定有期雇用労働者の特性に応じた雇用管理に関する措置の内容
3. その他厚生労働省令で定める事項

第一種計画の申請書及びその写しには、就業規則その他の書類であって、第一種特定有期雇用労働者の特性に応じた雇用管理に関する措置を実施することを明らかにするものを添付しなければならない（施行規則第2条2項）。
第4条1項の認定に係る事業主（第一種認定事業主）は、同項の認定に係る第一種計画を変更しようとするときは、厚生労働大臣の認定を受けなければならない（第5条1項）。厚生労働大臣は、第一種計画（前項の規定による変更の認定があったときは、その変更後のもの（第一種認定計画））が適合しなくなったと認めるときは、その認定を取り消すことができる（第5条2項）。

### 第二種計画
事業主は、厚生労働省令で定めるところにより、当該事業主が行う第二種特定有期雇用労働者（特定有期雇用労働者のうち上記「定年に達した後引き続いて当該事業主に雇用される有期雇用労働者」をいう。）の特性に応じた雇用管理に関する措置についての計画（第二種計画）を作成し、これを厚生労働大臣に提出して、その第二種計画が適当である旨の認定を受けることができる（第6条1項）。
第二種計画には、次に掲げる事項を記載しなければならない（第6条2項）。
1. 当該事業主が雇用する第二種特定有期雇用労働者（計画対象第二種特定有期雇用労働者）に対する配置、職務及び職場環境に関する配慮その他の当該事業主が行う計画対象第二種特定有期雇用労働者の特性に応じた雇用管理に関する措置の内容
2. その他厚生労働省令で定める事項

第二種計画の申請書及びその写しには、次に掲げる書類を添付しなければならない（施行規則第4条2項）。
- 就業規則その他の書類であって、第二種特定有期雇用労働者の特性に応じた雇用管理に関する措置を実施することを明らかにするもの
- 就業規則その他の書類であって、高年齢者等の雇用の安定等に関する法律第9条1項に規定する高年齢者雇用確保措置を現に講じていることを明らかにするもの

第6条1項の認定に係る事業主（第二種認定事業主）は、同項の認定に係る第二種計画を変更しようとするときは、厚生労働大臣の認定を受けなければならない（第7条1項）。厚生労働大臣は、第二種計画（前項の規定による変更の認定があったときは、その変更後のもの（第二種認定計画））が適合しなくなったと認めるときは、その認定を取り消すことができる（第7条2項）。

## 無期転換ルールに関する特例
第一種認定事業主と当該第一種認定事業主が雇用する計画対象第一種特定有期雇用労働者との間の有期労働契約に係る労働契約法第18条1項の規定の適用については、同項中「5年」とあるのは、「専門的知識等を有する有期雇用労働者等に関する特別措置法第5条2項に規定する第一種認定計画に記載された同法第2条3項1号に規定する特定有期業務の開始の日から完了の日までの期間（当該期間が10年を超える場合にあっては、10年）」とする（第8条1項）。
第二種認定事業主と当該第二種認定事業主が雇用する計画対象第二種特定有期雇用労働者との間の有期労働契約に係る労働契約法第18条1項の規定の適用については、定年後引き続いて当該第二種認定事業主に雇用されている期間は、同項に規定する通算契約期間に算入しない（第8条2項）。
特定有期雇用労働者についても一般の労働者と同様に労働条件の明示及び労働条件通知書の交付が必要であるが（労働基準法第15条、同施行規則第5条）、「特定有期雇用労働者に係る労働基準法施行規則第五条の特例を定める省令」（平成27年厚生労働省令第36号）により、特定有期雇用労働者に対しては労働基準法上の明示事項に加え、以下の事項についても明示・交付しなければならない。
1. 第8条の規定に基づき適用される労働契約法第18条1項の規定の特例の内容に関する事項
2. 就業の場所及び従事すべき業務に関する事項（労働基準法施行規則第5条1項1号の3に掲げる事項を除き、1.の特例に係る特定有期業務の範囲に関する事項に限る。）（第一種のみ）

## 適用除外
この法律は、国家公務員・地方公務員・船員法の規定を受ける船員については適用しない（第12条1項）。また、同居の親族のみを使用する事業については、適用しない（第12条2項）。

## 特定有期雇用労働者の雇用の動向
基本指針に示された特定有期雇用労働者の雇用の動向は、
- 有期雇用労働者のうち、正社員よりも高度な内容の職務に従事している者の割合は、3.6%となっており、そうした者であって年収が1,000万円以上であるものの割合は、そのうちの2.1%となっている。また、新規事業化の試行や検証のためのプロジェクト、受注案件や事業展開に応じたプロジェクト等において、高い専門性を持つ労働者を、5年を超える一定の期間、有期契約の形で継続して雇用したいという企業のニーズが見られるところである。
- 高年齢者の雇用状況については、60歳から64歳までの役員等を除く雇用者数は401万人であり、そのうち253万人が非正規雇用労働者となっている。一方、65歳以上の役員等を除く雇用者数は285万人であり、そのうち203万人が非正規雇用労働者となっている。平成26年6月1日現在では、常用労働者が31人以上の企業のうち98.1%が65歳までの高年齢者雇用確保措置を実施済みである。そのうち、定年の定めの廃止の措置を講じた企業の割合は2.7%、定年の引上げの措置を講じた企業の割合は15.6%、継続雇用制度の導入の措置を講じた企業の割合は81.7%となっている。さらに定年後引き続いて雇用する期間を6年以上としている企業は全体の8.8%となっている。継続雇用制度により高年齢者雇用確保措置を講じている企業における継続雇用の契約期間の状況をみると、「1年単位」とすることが最も多いとしている企業の割合は79.5％となっている一方、「65歳までの一括契約」とすることが最も多いとしている企業の割合は5.2%となっており、有期労働契約の反復更新により65歳までの雇用確保措置を講じている企業が多い。また、「会社が個別に要請したとき」等に継続雇用者が65歳以降も勤務できる企業は68.7%となっている。